# 거제면
거제면(巨濟面)은 대한민국 경상남도 거제시 서부의 면이다. 거제시 최대의 농업 및 특화작물 재배지이며, 1663년부터 1914년까지 거제현 관아와 거제군청이 있었던 역사와 문화의 고장이다.
1900년 진남군이 설치되기 전에는 거제도 남동쪽의 한산도 등의 섬들(현 통영시 한산면)까지 아우르는 행정 중심지였다.

## 개요
거제시의 역사와 전통을 이어온 유서 깊은 거제면은 경상남도 사적 제484호 거제현 관아를 비롯, 거제향교, 질청 등 문화유적지가 산재해 있어 많은 외래관광객이 방문하고 있으며 교육의 고장으로 2개의 고등학교를 보유하고 있다. 남쪽으로 펼쳐진 바다는 미국 FDA에서 인정한 청정해역으로 여기서 생산된 굴이 외국으로 수출되어 어민소득은 물론, 외화획득에 일익을 담당하고 있다. 현재 온화한 날씨와 바람이 적은 지리적인 여건으로 동계 전지훈련장이 건립중에 있으며, 신현 용산에서 터널이 이어져 거제동서로가 개통되었다.

## 연혁
- 삼한시대 : 변한의 12개국 중 독로국에 속함
- 677년(신라 문무왕 17년) : 상군에 속함
- 757년(신라 경덕왕 16년) : 거제군이라 칭하면서 3현 가운데 명진현에 속함
- 1170년(고려 의종 24년) : 서부면이라 칭함
- 1663년(조선 현종 4년) : 고현에서 관아를 이전하면서 거제면이라 함.
- 1907년 : 거제초등학교 개교
- 1914년 : 통영군 거제면 (거제군과 용남군이 합쳐져 통영군이 됨.)
- 1953년 : 거제군 거제면 (거제군이 복원됨.)
- 1983년 : 동부면 명진리를 거제면으로 편입
- 1995년 : 거제시 거제면 (거제군과 장승포시를 합쳐 거제시가 됨.)

## 행정 구역
- 내간리(內看里)
- 외간리(外看里)
- 옥산리(玉山里)
- 명진리(明珍里)
- 오수리(烏首里)
- 동상리(東上里)
- 남동리(南洞里)
- 법동리(法東里)
- 소랑리(小浪里)
- 서정리(西亭里)
- 서상리(西上里)

## 관광
- 선자산

선자산은 거제면 동상리에 위치한 산으로 계룡산 줄기 남쪽의 산으로 높이 507m로서 신현읍과 거제면의 경계에 위치하고 있으며 고현에서 구천계곡 쪽으로 들어가 수자원개발공사를 지나삼거리 윗담마을에서 오르면 된다. 가을에는 단풍나무가 아름답고 자작나무와 참나무가 무성하며 계곡물이 맑고 깨끗하다. 이 계곡 물들이 굽이굽이 모여 구천댐 물을 이루고 있다.
- 거제현관아
- 거제향교

거제향교는 거제면 서정리 626에 위치한 경상남도 유형문화재 제206호로 1982년 8월 2일 지정되었다. 1664년 18대 조선 현종 5년에 고현에서 거제로 옮겨진 것으로 지방 학교로 사용했다. 거제향교는 대성전을 중심으로 동·서무, 일주문, 명륜당, 고자실, 동·서재 풍화루가 있다.
- 반곡서원

반곡서원은 거제면 동상리 364에 위치한 조선 시대 유적이다. 우암 송시열 선생이 유배와서 거처한 곳으로 1704년 조선 숙종 30년 거제 지방유림에 의해 창건 되었으며, 1868년 조선 고종 5년 흥선대원군의 서원폐지령에 의하여 철폐되었다.
- 남산패총

남산패총은 거제면 남동리 29-21에 위치한 삼한시대의 유적이다. 이곳에 도로가 개설되면서 일부 파손 되었으나, 주변 경작지와 언덕에 삼한시대 토기편과 패각(貝殼)이 퇴적된 문화층이 잔존하고 있다. 이 유적의 입지조건이나 성격은 김해 지역의 회현리나 유하리 패총과 더불어 경남 지방에 분포하고 있는 삼한시대 패총들과 동일한 것으로 판단된다. 이 패총외에도 구릉 정상에는 삼한시대 주거지와 고분 흔적이 남아있다. 이곳에서 수습된 유물은 주로 승석타날문이 시문된 적갈색 연질토기와 회색 경질, 연질 토기 등이 많이 확인되고 있다.
- 외간리 고분군
- 거제스포츠파크
- 옥산성지

## 교육
- 거제제일고등학교
- 거제여자고등학교
- 거제제일중학교
- 거제초등학교
  - 산달분교(2003년 폐교) : 거제면 산달1길 11 (법동리)
  - 법동분교(1999년 폐교) : 거제면 거제남서로 4322 (법동리)
- 외간초등학교

## 교통
- 거제항 (거제시)